# Jordon Mutch
Jordon James Edward Sydney Mutch (Birmingham, 1991. december 2.) angol labdarúgó, középpályás.

## Pályafutása
Mutch a Derby County ifirendszerében kezdte pályafutását, ahol öt évet töltött az akadémia vezetője, Terry Westley irányítása alatt. 2007 nyarán Mutch elhagyta a Derby-t és a Birmingham City-hez csatlakozott, annak ellenére, hogy többek közt a Liverpool és az Aston Villa is bejelentkezett érte. A játékos fiatal kora miatt nem kellett érte átigazolási díjat fizetni, de egy kárpótláscsomagban megegyezett a két klub a szolgálataiért.
Az angol U17-es válogatottban 2007 júliusában debütált, csupán 15 és fél évesen Izland ellen.

## Sikerei, díjai
Birmingham City tartalékcsapat
- Birmingham Senior Cup győztes – 2008
- Az év ifijátékosa – 2008

## Külső hivatkozások
- Adatlapja a soccerbase.com honlapon